# 심귀령
심귀령(沈龜齡, 1350년 ~ 1413년)은 조선 초기의 공신이자 무신으로, 자는 천석(天錫), 호는 병담(屛潭), 시호는 정양(靖襄)이고, 봉군호(封君號)는 풍천군(豐川君), 본관은 풍산(豊山)이다.
기묘사화의 주역 중의 한사람인 심정은 그의 증손이고, 재상 심수경은 그의 5대손이다.

## 생애
1399년(정종 1년) 대장군을 거쳐, 1401년(태종 1년) 상장군에 오르고, 제1차 왕자의 난과 제2차 왕자의 난이 일어나자 태종을 도와 즉위하게 한 공으로, 좌명공신(佐命功臣) 4등에 책록되었다. 1406년(태종 6년) 판군자감사(判軍資監事) 겸 의흥삼군부 중군 동지총제를 거쳐, 1408년(태종 8년) 풍천군(豐川君)에 봉해지고, 삼도 조전 절제사(三道 助戰 節制使)가 되어, 왜구를 토벌하였다.
1409년(태종 9년) 하천추사(賀千秋使)로 명나라에 다녀왔다. 이후, 삼군진무소 부진무(三軍鎭撫所 副鎭撫), 판공안부사(判恭安府事), 동지의흥부사(同知義興府事), 의흥삼군부 좌군 도총제, 1410년(태종 10년) 지의흥부사(知義興府事), 1412년(태종 12년) 우군 절제사를 지냈다. 1413년(태종 13년) 별세하니, 태종이 3일 동안 철조(輟朝)하고, 부의(賻儀)를 내려 치제(致祭)하였다. 또한, 태종비 원경왕후와 왕세자(양녕대군)도 치전(致奠)하고, 심귀령에게 정양(靖襄)의 시호를 내렸다.

## 가계
풍산 심씨(豊山 沈氏)의 시조(始祖) 태자첨사부(고려시대 황태자의 교육기관) 첨사 심만승(沈滿升)의 9세손으로, 고려 말에 봉익대부(奉翊大夫, 종2품) 판전농시사(判典農寺事) 상호군을 지낸 심승경(沈承慶)의 아들이다. 또한, 세조 때, 적개공신(敵愾功臣)에 책록되고, 영의정에 증직된 풍산부원군(豊山府院君) 심응의 조부이며, 중종 때, 정국공신에 책록되고, 좌의정을 지낸 화천부원군(花川府院君) 심정의 증조부이다.
특히, 심귀령의 차남 심실(沈實)이 태종과 세종 때, 의흥삼군부 도총제를 지낸 심인봉(沈仁鳳)의 사위가 되어, 심귀령의 집안은 소헌왕후의 집안과 사돈관계가 되었다. 심인봉은 소헌왕후의 숙부로, 고려 말에 문하시중을 지내고, 조선 초에 문하부 좌정승을 지낸 청성백(靑城伯) 심덕부의 장남이다.

## 가족 관계
- 아버지 : 심승경(沈承慶) - 봉익대부 판전농시사 상호군
  - 본인 : 심귀령(沈龜齡) - 좌명공신 풍천군(豐川君), 의흥삼군부 도총제, 지의흥부사
    - 장남 : 심치(沈寘) - 남원부사, 증호조판서
    - 며느리 : 증 정부인 박씨 - 용구현령 박화(朴華)의 딸
      - 손자 : 심응(沈膺) - 무과 장원급제, 적개공신, 호군, 첨지중추부사, 회령부사, 봉조하, 증영의정, 풍산부원군(豊山府院君)
        - 증손자 : 심원(沈元) - 내자시정
        - 증손자 : 심형(沈亨) - 무과 급제, 의주목사, 정국공신 풍창군(豊昌君), 충청도 수군절도사
        - 증손자 : 심정(沈貞) - 문과 급제, 정국공신, 좌의정, 화천부원군(花川府院君)
          - 고손자 : 심사손(沈思遜) - 문과 급제, 홍문관 직제학, 만포진 첨절제사, 증영의정
            - 5세손 : 심수경(沈守慶) - 문과 장원급제, 호당(사가독서), 좌의정
              - 6세손 : 심일장(沈日將) - 찰방
              - 6세손 : 심일취(沈日就) - 첨지중추부사 증 이조참판
              - 서6세손 : 심일매(沈日邁) - 관상감정
              - 서6세손 : 심일준(沈日遵) - 인동부사
              - 서6세손 : 심일운(沈日運) - 해미현감

          - 고손자 : 심사순(沈思順) - 문과 급제, 호당(사가독서), 홍문관 부제학

        - 증손자 : 심의(沈義) - 문과 급제, 호당(사가독서), 이조정랑, 소격서령

    - 차남 : 심실(沈實) - 군수
    - 며느리 : 청송 심씨 - 소헌왕후의 숙부 의흥삼군부 도총제 심인봉(沈仁鳳)의 딸, 청성백 심덕부(靑城伯 沈德符)의 손녀
      - 손자 : 심주(沈胄) - 상호군

  - 사돈 : 박화(朴華)
  - 사돈 : 심인봉(沈仁鳳)

## 같이 보기
- 좌명공신
- 심인봉
- 심응
- 심정
- 심사손
- 심수경

## 참조
1. ↑  조선왕조실록
2. ↑  한국역대인물 종합 정보 시스템[깨진 링크(과거 내용 찾기)]
3. ↑  디지털향토문화대전[깨진 링크(과거 내용 찾기)]
4. ↑  “청송 심씨 대종회 인터넷 족보 검색 (인봉 - 父덕부)”. 2011년 6월 23일에 원본 문서에서 보존된 문서. 2010년 9월 6일에 확인함.
5. ↑  네이버 백과사전
6. ↑  “한국역대인물 종합 정보 시스템”. 2016년 3월 9일에 원본 문서에서 보존된 문서. 2010년 9월 6일에 확인함.